# Mendaza
Mendaza – gmina w Hiszpanii, w prowincji Nawarra, o powierzchni 32,95 km². W 2011 roku gmina liczyła 350 mieszkańców.